# Riding in Cars with Boys
Riding in Cars with Boys (Los chicos de mi vida o Los hombres de mi vida en español) es una película del 2001 de comedia y drama, basada en la autobiografía de Beverly D'Onofrio del mismo nombre. Ha obtenido 2 premios de 4 nominaciones.
La película se narra a través de recuerdos mientras una mujer y un hombre van conduciendo un coche. La película ocurre en 1986, aunque los recuerdos van desde 1961 hasta 1968.
La directora es Penny Marshall, y su ayudante destacado es Richard Patrick. Un productor destacado es James L. Brooks. Los escritores son Beverly D'Onofrio y Morgan Ward. La protagonista es Drew Barrymore. Y la música es de Hans Zimmer y Heitor Pereira. 
La historia gira alrededor de Beverly, una chica inteligente que quiere ser escritora, que pasa por una serie de eventos que le suceden en la vida, los cuales la amargan por alejarla cada vez más de su "plan de vida".

## Historia

### Antes del parto
Transcurre 1965, y Beverly y su mejor amiga Fay van a una fiesta en la cual Beverly se propone conquistar al chico más popular del instituto, pero éste se burla de ella. Beverly llorando se encierra en el baño y ahí conoce a Ray Hasek, con el cual habla de lo ocurrido y este enfadado va tras el chico que la hizo llorar para pelear. Mientras tanto Fay conquista a un sargento llamado Bobby. Después de que Ray le ganara al chico, Ray, Beverly, Fay y Bobby se escapan en el coche de una tercera amiga la cual solo está hablando en la fiesta con un hombre. Conducen el coche hasta el borde de una cascada donde Fay tiene relaciones sexuales con Bobby y Beverly con Ray. Para su mala suerte un policía, que resulta ser el padre de Beverly, los encuentra y llama a los respectivos tutores. 
Beverly, de solo 15 años, descubre que está embarazada, pero está nerviosa porque no sabe cómo decírselo a sus padres, así que habla con Fay y con Ray e incluso considera el aborto. Al final les deja una carta a sus padres en la cual su drama y composición poética demuestra que sí sirve para ser escritora; Beverly propone cuidar al niño mientras escribe en un periódico, pero sus padres se lo niegan y le dicen que debe casarse. 
Excepto por la fotografía que Beverly y Ray se tomaran para recordar ese día, con padres y amigos de ambos, donde, en la fotografía definitiva se observa un cuadro que es cualquier cosa menos un recuerdo feliz de ese día, la boda transcurre como un evento común y corriente. Durante el brindis, el padre de Beverly dice que agradece el apoyo de sus seres queridos en esos graves momentos en los cuales saben el por qué de la boda y que aun así acuden a la misma. Pero Fay contesta a eso diciendo que no importa el por qué de la boda sino que Beverly estaba "bella, feliz y radiante", que los que consideraban un deber moral hacia los padres de Beverly asistir a su boda no sentían aprecio por ella y, en un inesperado giro, confiesa que ella también está embarazada.
Fay y Baverly viven su embarazo juntas mientras Bobby va a la guerra de Vietnam y Ray a trabajar. El padre de Beverly les regala una casa. Beverly y Fay se prometen que sus respectivos hijos serán niñas. Ellas se sorprenden al ver que la tercera amiga, que habían dejado sola en la fiesta, había conquistado al chico de la fiesta y ven como se va a la graduación, de la cual Fay y Beverly no pudieron disfrutar por tener que interrumpir sus estudios debido a sus embarazos. Un día, cuando Ray llega borracho (la madre de Beverly está haciendo todo el trabajo de la casa, ya que ésta no puede por su embarazo), luego que Beverly le niega la entrada y él, para poder entrar, rompe un cristal, cortándose la mano, mientras Beverly y su madre lo curan, Beverly rompe aguas y van al hospital a tener el parto.

### Antes de quedar soltera
Para sorpresa de Beverly, su bebé es un niño y no una niña como esperaba; sin embargo Fay tiene una niña. Beverly le pone a su hijo Jason y Fay le pone a su hija Amelia; Jason y Amelia se vuelven amigos inseparables desde bebés. Mientras Fay cuida de los niños, Beverly estudia para ganar una beca. Pero Fay también tiene sus problemas: resulta que el esposo de Fay, Bobby, quiso seguir en Vietnam más tiempo. Fay le dice que si se queda se van a divorciar y para sorpresa de Fay, Bobby acepta diciéndole que tiene una nueva novia vietnamita.
Al fin Beverly tiene la entrevista para la beca. Pero cuando va al trabajo de Ray para dejarle a Jason para que lo cuide descubre que Ray no ha ido a trabajar desde hace tiempo, viéndose obligada a llevarse a Jason a su entrevista. Durante la  misma, el señor felicita a Beverly por su escrito pero no le da la beca porque quiere estar seguro de que Beverly se va a dedicar todo el tiempo al estudio, pero a causa de Jason considera que no podrá. Beverly, furiosa, regresa a su casa en donde encuentra a Ray y a Lizzard, el mejor amigo de Ray y Bobby, tomando cerveza mientras revisan el coche. Ray trata de disculparse inútilmente, mientras Beverly vive la que podría ser la crisis emocional más grave de su vida, ya que sabe que no tendrá otra oportunidad para graduarse.
Para ganar dinero, Beverly entra a un trabajo a una tienda de comida rápida, donde es humillada por las clientas que alguna vez fueron sus compañeras. Un día, Fay y Beverly desesperadas, toman unas drogas que Ray le había dado a Beverly, que las hacen terminar riendo a carcajadas mientras se dicen y preguntan cosas que en circunstancias normales ni siquiera pensarían en tocar. Jason, mientras tanto, que ya era un niño de casi 5 años, juega cerca de una piscina en la cual cae y casi se ahoga. Afortunadamente Beverly lo salva y promete siempre procurar su bien, a pesar de que inmediatamente después, cuando le pregunta a Jason si entendió lo que quiso decir, él le contesta que no. Beverly, sorprendida y molesta, lo deja caer a la piscina, consiguiendo nuevamente salvarlo justo a tiempo.
En la fiesta de cumpleaños número cinco de Jason, Lizzard, el amigo de Ray, le ofrece a Fay $160 dólares si lo dejaba usar su horno para secar marihuana; Fay dice que no. Mientras tanto, Beverly se vuelve a encontrar con un compañero de la escuela, el cual estaba enamorado de ella pero al que Beverly no le correspondía. Este compañero le dice que en California el estado paga los estudios y que ahí tiene un apartamento en el cual cabrían Beverly, Jason, Ray, y él mismo; Beverly ilusionada le dice a Ray, el cual acepta. Pero la emoción dura poco, cuando descubre que Ray es drogadicto y que ha gastado todo el dinero que Beverly había ahorrado para sacarlos a los tres de allí en heroína. Así que el padre de Beverly la obliga a quedarse y a cuidar a su esposo (ya que a causa de haber consumido heroína en exceso, pasará un tiempo desintoxicándose) mientras él (el padre de Beverly) cuida a Jason; Beverly le dice que no necesita de su ayuda. Esa noche, Ray comienza su desintoxicación, pero Beverly, preocupada por la forma en que grita durante el proceso, desesperada y harta de que su hijo oiga todo lo que ocurre por culpa de Ray, pone la canción preferida de Jason al volumen más alto posible y le baila. Al día siguiente, Beverly descubre que Ray ya no está, así que lo espera en el jardín hasta bien entrada la noche. Ray le pide permiso a Beverly para consumir drogas, y ésta procurando el bien de Jason, decide que Ray debe irse para no darle una mala vida a Jason. La despedida entre ambos es sumamente dolorosa, y pese a que Beverly trata de hacerle entender a Jason que hizo eso por su bien, éste la rechaza por completo gritándole que lo deje en paz, y termina corriendo a la casa para encerrarse llorando, desconsolado y furioso con ella, siendo el incidente la raíz del desprecio que en el futuro Jason sentiría hacia su madre.

### Antes de ver totalmente arruinada su vida
Jason ya casi es un adolescente, y puesto que su padre ya no estaba, Beverly tiene que trabajar en dos empleos de día y estudiar por la noche, provocando que Jason tenga que ir al colegio por la mañana y hacer las tareas de casa por la tarde. Jason y Beverly tienen una discusión puesto que Beverly le niega a Lizzard (él le propone a ella el asunto de secar droga) regalarle un televisor, que tal vez era robado, a Jason; esa discusión hace ver a Beverly la sumamente anormal e injusta para ambos, situación en que están ella y su hijo y buscar alguna solución para ganar dinero.
Encuentra la solución con quien menos lo esperaba, con Lizzard. Fay, que después de su divorcio también tenía problemas económicos y Beverly ayudan a Lizzard a secar droga por $200 dólares la hora. Para que esto suceda, dejan a Amelia y a Jason en el jardín (aunque los niños saben lo que pasa). Pero el padre de Beverly, Leo, de camino a su casa ve a Jason y a Amelia y los saluda pero por alguna razón, Jason, le dice a su abuelo lo que está haciendo Beverly dentro de la casa. Leo, como buen policía, arresta a Beverly y Fay (Lizzard se escapa) y las encierra. A Fay la saca su hermano con la condición de irse a trabajar a Arizona y de nunca volver a contactar cara a cara a Beverly. Fay acepta. Fay saca a Beverly con el dinero que estaban ahorrando gracias al negocio de las drogas. Después de que Fay y Amelia se fueran, Jason le dice a su madre que él fue quien le dijo a su abuelo la verdad; Beverly furiosa le pregunta por qué lo hizo, y cuando Jason le dice que no lo sabe, le echa toda la culpa de haber dejado las cosas peor para ella y Fay.

### Antes de que Jason dijera la verdad
Esta parte se desarrolla entre los recuerdos, por lo cual es al principio un tanto confusa. Tras los recuerdos que se descubren, se entiende la película. Y esto es lo que pasa: La mujer era Beverly, quien ya era mayor pues la historia sigue hasta 1986, quien había escrito su autobiografía y que era una mujer soberbia y pensando que ella era el centro del universo. El conductor era Jason, quien ya era un hombre adulto y guapo. Ellos conducen hacia la nueva "casa" de Ray para pedirle un permiso para que el libro se pueda publicar. Después, Jason secretamente habla con Amelia para decirle, sintiéndose terrible, que es imposible que estudien en el mismo lugar (esto porque Beverly quiere que Jason estudie donde ella no pudo). Entonces Amelia le dice que si no se va con ella esa noche, solo serán amigos. Después al llegar al cámper de Ray descubren que estaba casado con una mujer ambiciosa, la cual al saber que Beverly quiere que Ray autorice publicar el libro de Beverly, por nada de dinero, enfurece y exige una suma de cien mil dólares. Beverly se enoja tanto con ella como con Ray y se va. Jason sale a tratar de calmarla, pero el estado de ánimo que éste experimenta tras descubrir la clase de hombre que era su padre los hace empezar una discusión sin acabarla. Beverly se va a un muelle y Jason se queda junto al coche. Después Ray sale y le dice que le dará un abrazo y así le pondrá el papel que ya ha firmado en el bolsillo de su abrigo (esto porque su nueva esposa los estaba vigilando). Antes de despedirse, le dice a su hijo que las mujeres tienen algo que las hace querer ayudar a cualquiera que se los pida "it's in their genes". Jason va al muelle, parte a decirle la noticia a Beverly, parte a culparla por no poder estar con Amelia y parte a recriminarle a su madre el hecho de que ese hombre sea su padre, por lo cual vuelve a discutir con su madre y ésta, por su parte, le recrimina a Jason que desprecia todo el esfuerzo que hizo para que toda la juventud de su hijo fuera como la de cualquier persona y termina culpándose desconsolada por haber fracasado. Sin embargo, al saber Beverly que Jason ama a Amelia de verdad, accede a que vaya donde está ella. Después Beverly le habla a su padre para que la lleve a su casa; en el camino cantan la canción: All I have to do is Dream con la cual acaba (y también empieza) la película.

## Temas
En esta película se tocan varios temas "delicados" para la sociedad, tales como la droga al ver como afecta las vidas de las personas que la consumen y la transforman; también están el aborto y el embarazo en adolescentes. 
También se toman temas más apegados a lo familiar, tal como la inmadurez de adolescentes, el amor y la unión de la familia y los sentimientos como la soberbia, amargura, decepción y amor.
Estos temas unidos hacen una película realmente dramática, aunque varias personas la ven como comedia. Si es posible extraer alguna lección de ella, esta es que, a pesar de lo que un padre o madre quiera para sí, antes que en cualquier otra cosa debe pensar en la felicidad de su(s) hijo(s).

## Actores principales
- Drew Barrymore - Beverly D'Onofrio
- Steve Zahn - Ray Hasek
- Adam García - Jason
- Brittany Murphy - Fay Forrester
- James Woods - Mr. Leonard Donofrio (padre de Beverly)
- Lorraine Bracco - Mrs. Teresa Donofrio
- Desmond Harrington - Bobby
- David Moscow - Lizard
- Maggie Gyllenhaal - Amelia
- Skye McCole Bartusiak - Emilia de 8 años; nominada a un premio.
- Peter Facinelli - Tommy Butcher

## Nominaciones
Cabourg Romantic Film Festival
Premio: Golden Swann
Ganador: Penny Marshall (director)
Prism Award
Premio: Prism Commendation
Categoría: Theatrical Feature Film
Teen Choice Awards
Nominación al: Teen Choice Award
Nominado: Drew Barrymore (Beverly)
Young Artist Awards
Nominación al: Young Artist Award
Categoría: Mejor actuación de una actriz de 10 años o menos
Nominado: Skye McCole Bartusiak (Emilia a los 8 años)